# 1344
Portal Geschichte | Portal Biografien | Aktuelle Ereignisse | Jahreskalender | Tagesartikel

◄ |
13. Jahrhundert |
14. Jahrhundert
| 15. Jahrhundert | ►

◄ |
1310er |
1320er |
1330er |
1340er
| 1350er | 1360er | 1370er | ►

◄◄ |
◄ |
1340 |
1341 |
1342 |
1343 |
1344
| 1345 | 1346 | 1347 | 1348 | ► | ►►
Staatsoberhäupter  · Nekrolog
| Januar | Januar | Januar | Januar | Januar | Januar | Januar | Januar |
| Kw     | Mo     | Di     | Mi     | Do     | Fr     | Sa     | So     |
| ------ | ------ | ------ | ------ | ------ | ------ | ------ | ------ |
| 1      |        |        |        | 1      | 2      | 3      | 4      |
| 2      | 5      | 6      | 7      | 8      | 9      | 10     | 11     |
| 3      | 12     | 13     | 14     | 15     | 16     | 17     | 18     |
| 4      | 19     | 20     | 21     | 22     | 23     | 24     | 25     |
| 5      | 26     | 27     | 28     | 29     | 30     | 31     |        |

| Februar | Februar | Februar | Februar | Februar | Februar | Februar | Februar |
| Kw      | Mo      | Di      | Mi      | Do      | Fr      | Sa      | So      |
| ------- | ------- | ------- | ------- | ------- | ------- | ------- | ------- |
| 5       |         |         |         |         |         |         | 1       |
| 6       | 2       | 3       | 4       | 5       | 6       | 7       | 8       |
| 7       | 9       | 10      | 11      | 12      | 13      | 14      | 15      |
| 8       | 16      | 17      | 18      | 19      | 20      | 21      | 22      |
| 9       | 23      | 24      | 25      | 26      | 27      | 28      | 29      |

| März | März | März | März | März | März | März | März |
| Kw   | Mo   | Di   | Mi   | Do   | Fr   | Sa   | So   |
| ---- | ---- | ---- | ---- | ---- | ---- | ---- | ---- |
| 10   | 1    | 2    | 3    | 4    | 5    | 6    | 7    |
| 11   | 8    | 9    | 10   | 11   | 12   | 13   | 14   |
| 12   | 15   | 16   | 17   | 18   | 19   | 20   | 21   |
| 13   | 22   | 23   | 24   | 25   | 26   | 27   | 28   |
| 14   | 29   | 30   | 31   |      |      |      |      |

| April | April | April | April | April | April | April | April |
| Kw    | Mo    | Di    | Mi    | Do    | Fr    | Sa    | So    |
| ----- | ----- | ----- | ----- | ----- | ----- | ----- | ----- |
| 14    |       |       |       | 1     | 2     | 3     | 4     |
| 15    | 5     | 6     | 7     | 8     | 9     | 10    | 11    |
| 16    | 12    | 13    | 14    | 15    | 16    | 17    | 18    |
| 17    | 19    | 20    | 21    | 22    | 23    | 24    | 25    |
| 18    | 26    | 27    | 28    | 29    | 30    |       |       |

| Mai | Mai | Mai | Mai | Mai | Mai | Mai | Mai |
| Kw  | Mo  | Di  | Mi  | Do  | Fr  | Sa  | So  |
| --- | --- | --- | --- | --- | --- | --- | --- |
| 18  |     |     |     |     |     | 1   | 2   |
| 19  | 3   | 4   | 5   | 6   | 7   | 8   | 9   |
| 20  | 10  | 11  | 12  | 13  | 14  | 15  | 16  |
| 21  | 17  | 18  | 19  | 20  | 21  | 22  | 23  |
| 22  | 24  | 25  | 26  | 27  | 28  | 29  | 30  |
| 23  | 31  |     |     |     |     |     |     |

| Juni | Juni | Juni | Juni | Juni | Juni | Juni | Juni |
| Kw   | Mo   | Di   | Mi   | Do   | Fr   | Sa   | So   |
| ---- | ---- | ---- | ---- | ---- | ---- | ---- | ---- |
| 23   |      | 1    | 2    | 3    | 4    | 5    | 6    |
| 24   | 7    | 8    | 9    | 10   | 11   | 12   | 13   |
| 25   | 14   | 15   | 16   | 17   | 18   | 19   | 20   |
| 26   | 21   | 22   | 23   | 24   | 25   | 26   | 27   |
| 27   | 28   | 29   | 30   |      |      |      |      |

| Juli | Juli | Juli | Juli | Juli | Juli | Juli | Juli |
| Kw   | Mo   | Di   | Mi   | Do   | Fr   | Sa   | So   |
| ---- | ---- | ---- | ---- | ---- | ---- | ---- | ---- |
| 27   |      |      |      | 1    | 2    | 3    | 4    |
| 28   | 5    | 6    | 7    | 8    | 9    | 10   | 11   |
| 29   | 12   | 13   | 14   | 15   | 16   | 17   | 18   |
| 30   | 19   | 20   | 21   | 22   | 23   | 24   | 25   |
| 31   | 26   | 27   | 28   | 29   | 30   | 31   |      |

| August | August | August | August | August | August | August | August |
| Kw     | Mo     | Di     | Mi     | Do     | Fr     | Sa     | So     |
| ------ | ------ | ------ | ------ | ------ | ------ | ------ | ------ |
| 31     |        |        |        |        |        |        | 1      |
| 32     | 2      | 3      | 4      | 5      | 6      | 7      | 8      |
| 33     | 9      | 10     | 11     | 12     | 13     | 14     | 15     |
| 34     | 16     | 17     | 18     | 19     | 20     | 21     | 22     |
| 35     | 23     | 24     | 25     | 26     | 27     | 28     | 29     |
| 36     | 30     | 31     |        |        |        |        |        |

| September | September | September | September | September | September | September | September |
| Kw        | Mo        | Di        | Mi        | Do        | Fr        | Sa        | So        |
| --------- | --------- | --------- | --------- | --------- | --------- | --------- | --------- |
| 36        |           |           | 1         | 2         | 3         | 4         | 5         |
| 37        | 6         | 7         | 8         | 9         | 10        | 11        | 12        |
| 38        | 13        | 14        | 15        | 16        | 17        | 18        | 19        |
| 39        | 20        | 21        | 22        | 23        | 24        | 25        | 26        |
| 40        | 27        | 28        | 29        | 30        |           |           |           |

| Oktober | Oktober | Oktober | Oktober | Oktober | Oktober | Oktober | Oktober |
| Kw      | Mo      | Di      | Mi      | Do      | Fr      | Sa      | So      |
| ------- | ------- | ------- | ------- | ------- | ------- | ------- | ------- |
| 40      |         |         |         |         | 1       | 2       | 3       |
| 41      | 4       | 5       | 6       | 7       | 8       | 9       | 10      |
| 42      | 11      | 12      | 13      | 14      | 15      | 16      | 17      |
| 43      | 18      | 19      | 20      | 21      | 22      | 23      | 24      |
| 44      | 25      | 26      | 27      | 28      | 29      | 30      | 31      |

| November | November | November | November | November | November | November | November |
| Kw       | Mo       | Di       | Mi       | Do       | Fr       | Sa       | So       |
| -------- | -------- | -------- | -------- | -------- | -------- | -------- | -------- |
| 45       | 1        | 2        | 3        | 4        | 5        | 6        | 7        |
| 46       | 8        | 9        | 10       | 11       | 12       | 13       | 14       |
| 47       | 15       | 16       | 17       | 18       | 19       | 20       | 21       |
| 48       | 22       | 23       | 24       | 25       | 26       | 27       | 28       |
| 49       | 29       | 30       |          |          |          |          |          |

| Dezember | Dezember | Dezember | Dezember | Dezember | Dezember | Dezember | Dezember |
| Kw       | Mo       | Di       | Mi       | Do       | Fr       | Sa       | So       |
| -------- | -------- | -------- | -------- | -------- | -------- | -------- | -------- |
| 49       |          |          | 1        | 2        | 3        | 4        | 5        |
| 50       | 6        | 7        | 8        | 9        | 10       | 11       | 12       |
| 51       | 13       | 14       | 15       | 16       | 17       | 18       | 19       |
| 52       | 20       | 21       | 22       | 23       | 24       | 25       | 26       |
| 53       | 27       | 28       | 29       | 30       | 31       |          |          |

| Januar | Januar | Januar | Januar | Januar | Januar | Januar | Januar |
| Kw     | Mo     | Di     | Mi     | Do     | Fr     | Sa     | So     |
| ------ | ------ | ------ | ------ | ------ | ------ | ------ | ------ |
| 1      |        |        |        | 1      | 2      | 3      | 4      |
| 2      | 5      | 6      | 7      | 8      | 9      | 10     | 11     |
| 3      | 12     | 13     | 14     | 15     | 16     | 17     | 18     |
| 4      | 19     | 20     | 21     | 22     | 23     | 24     | 25     |
| 5      | 26     | 27     | 28     | 29     | 30     | 31     |        |

| Februar | Februar | Februar | Februar | Februar | Februar | Februar | Februar |
| Kw      | Mo      | Di      | Mi      | Do      | Fr      | Sa      | So      |
| ------- | ------- | ------- | ------- | ------- | ------- | ------- | ------- |
| 5       |         |         |         |         |         |         | 1       |
| 6       | 2       | 3       | 4       | 5       | 6       | 7       | 8       |
| 7       | 9       | 10      | 11      | 12      | 13      | 14      | 15      |
| 8       | 16      | 17      | 18      | 19      | 20      | 21      | 22      |
| 9       | 23      | 24      | 25      | 26      | 27      | 28      | 29      |

| März | März | März | März | März | März | März | März |
| Kw   | Mo   | Di   | Mi   | Do   | Fr   | Sa   | So   |
| ---- | ---- | ---- | ---- | ---- | ---- | ---- | ---- |
| 10   | 1    | 2    | 3    | 4    | 5    | 6    | 7    |
| 11   | 8    | 9    | 10   | 11   | 12   | 13   | 14   |
| 12   | 15   | 16   | 17   | 18   | 19   | 20   | 21   |
| 13   | 22   | 23   | 24   | 25   | 26   | 27   | 28   |
| 14   | 29   | 30   | 31   |      |      |      |      |

| April | April | April | April | April | April | April | April |
| Kw    | Mo    | Di    | Mi    | Do    | Fr    | Sa    | So    |
| ----- | ----- | ----- | ----- | ----- | ----- | ----- | ----- |
| 14    |       |       |       | 1     | 2     | 3     | 4     |
| 15    | 5     | 6     | 7     | 8     | 9     | 10    | 11    |
| 16    | 12    | 13    | 14    | 15    | 16    | 17    | 18    |
| 17    | 19    | 20    | 21    | 22    | 23    | 24    | 25    |
| 18    | 26    | 27    | 28    | 29    | 30    |       |       |

| Mai | Mai | Mai | Mai | Mai | Mai | Mai | Mai |
| Kw  | Mo  | Di  | Mi  | Do  | Fr  | Sa  | So  |
| --- | --- | --- | --- | --- | --- | --- | --- |
| 18  |     |     |     |     |     | 1   | 2   |
| 19  | 3   | 4   | 5   | 6   | 7   | 8   | 9   |
| 20  | 10  | 11  | 12  | 13  | 14  | 15  | 16  |
| 21  | 17  | 18  | 19  | 20  | 21  | 22  | 23  |
| 22  | 24  | 25  | 26  | 27  | 28  | 29  | 30  |
| 23  | 31  |     |     |     |     |     |     |

| Juni | Juni | Juni | Juni | Juni | Juni | Juni | Juni |
| Kw   | Mo   | Di   | Mi   | Do   | Fr   | Sa   | So   |
| ---- | ---- | ---- | ---- | ---- | ---- | ---- | ---- |
| 23   |      | 1    | 2    | 3    | 4    | 5    | 6    |
| 24   | 7    | 8    | 9    | 10   | 11   | 12   | 13   |
| 25   | 14   | 15   | 16   | 17   | 18   | 19   | 20   |
| 26   | 21   | 22   | 23   | 24   | 25   | 26   | 27   |
| 27   | 28   | 29   | 30   |      |      |      |      |

| Juli | Juli | Juli | Juli | Juli | Juli | Juli | Juli |
| Kw   | Mo   | Di   | Mi   | Do   | Fr   | Sa   | So   |
| ---- | ---- | ---- | ---- | ---- | ---- | ---- | ---- |
| 27   |      |      |      | 1    | 2    | 3    | 4    |
| 28   | 5    | 6    | 7    | 8    | 9    | 10   | 11   |
| 29   | 12   | 13   | 14   | 15   | 16   | 17   | 18   |
| 30   | 19   | 20   | 21   | 22   | 23   | 24   | 25   |
| 31   | 26   | 27   | 28   | 29   | 30   | 31   |      |

| August | August | August | August | August | August | August | August |
| Kw     | Mo     | Di     | Mi     | Do     | Fr     | Sa     | So     |
| ------ | ------ | ------ | ------ | ------ | ------ | ------ | ------ |
| 31     |        |        |        |        |        |        | 1      |
| 32     | 2      | 3      | 4      | 5      | 6      | 7      | 8      |
| 33     | 9      | 10     | 11     | 12     | 13     | 14     | 15     |
| 34     | 16     | 17     | 18     | 19     | 20     | 21     | 22     |
| 35     | 23     | 24     | 25     | 26     | 27     | 28     | 29     |
| 36     | 30     | 31     |        |        |        |        |        |

| September | September | September | September | September | September | September | September |
| Kw        | Mo        | Di        | Mi        | Do        | Fr        | Sa        | So        |
| --------- | --------- | --------- | --------- | --------- | --------- | --------- | --------- |
| 36        |           |           | 1         | 2         | 3         | 4         | 5         |
| 37        | 6         | 7         | 8         | 9         | 10        | 11        | 12        |
| 38        | 13        | 14        | 15        | 16        | 17        | 18        | 19        |
| 39        | 20        | 21        | 22        | 23        | 24        | 25        | 26        |
| 40        | 27        | 28        | 29        | 30        |           |           |           |

| Oktober | Oktober | Oktober | Oktober | Oktober | Oktober | Oktober | Oktober |
| Kw      | Mo      | Di      | Mi      | Do      | Fr      | Sa      | So      |
| ------- | ------- | ------- | ------- | ------- | ------- | ------- | ------- |
| 40      |         |         |         |         | 1       | 2       | 3       |
| 41      | 4       | 5       | 6       | 7       | 8       | 9       | 10      |
| 42      | 11      | 12      | 13      | 14      | 15      | 16      | 17      |
| 43      | 18      | 19      | 20      | 21      | 22      | 23      | 24      |
| 44      | 25      | 26      | 27      | 28      | 29      | 30      | 31      |

| November | November | November | November | November | November | November | November |
| Kw       | Mo       | Di       | Mi       | Do       | Fr       | Sa       | So       |
| -------- | -------- | -------- | -------- | -------- | -------- | -------- | -------- |
| 45       | 1        | 2        | 3        | 4        | 5        | 6        | 7        |
| 46       | 8        | 9        | 10       | 11       | 12       | 13       | 14       |
| 47       | 15       | 16       | 17       | 18       | 19       | 20       | 21       |
| 48       | 22       | 23       | 24       | 25       | 26       | 27       | 28       |
| 49       | 29       | 30       |          |          |          |          |          |

| Dezember | Dezember | Dezember | Dezember | Dezember | Dezember | Dezember | Dezember |
| Kw       | Mo       | Di       | Mi       | Do       | Fr       | Sa       | So       |
| -------- | -------- | -------- | -------- | -------- | -------- | -------- | -------- |
| 49       |          |          | 1        | 2        | 3        | 4        | 5        |
| 50       | 6        | 7        | 8        | 9        | 10       | 11       | 12       |
| 51       | 13       | 14       | 15       | 16       | 17       | 18       | 19       |
| 52       | 20       | 21       | 22       | 23       | 24       | 25       | 26       |
| 53       | 27       | 28       | 29       | 30       | 31       |          |          |

## Ereignisse

### Politik und Weltgeschehen

#### Reconquista
- 27. März: Nach mehreren Siegen an der nordafrikanischen Küste gegen die Meriniden unter Abu l-Hasan gelingt Alfons XI. von Kastilien und León im Zuge der Reconquista unter anderem die Eroberung der andalusischen Stadt Algeciras vom maurisch beherrschten Emirat von Granada unter Yusuf I.

#### Heiliges Römisches Reich
- 11. Juli: Nach dem Tod Ulrichs III. werden seine Söhne Eberhard II. und Ulrich IV. gemeinsam Grafen von Württemberg.

#### Estland
- Anfang des Jahres: Truppen des Schwertbrüderordens landen auf der estnischen Insel Saaremaa, auf der im Vorjahr ein Aufstand der Bevölkerung ausgebrochen ist. Am 15. oder 17. Februar besiegen sie die Aufständischen und töten deren Anführer. Trotzdem geht der Aufstand noch bis zum Winter 1345/46 weiter.

#### Kreuzzug von Smyrna
- Ende des Jahres: Im von Papst Clemens VI. initiierten Kreuzzug von Smyrna erobern die Kreuzfahrer Smyrna von den Aydıniden.

#### Byzantinisches Reich/Balkan
- Mai: In der Schlacht von Stefaniana an einer Nebenfront des Byzantinischen Bürgerkriegs treffen erstmals ein serbisches und ein türkisches Heer aufeinander. Die türkische Reiterei geht siegreich aus dem Kampf hervor.

#### Kreuzfahrerstaaten
- 17. April: Nachdem Konstantin IV. während eines Aufstands der kleinarmenischen Barone getötet worden ist, folgt ihm Konstantin V. als zweiter lateinischer König von Kleinarmenien aus der Lusignan-Dynastie. Da er nur ein entfernter Cousin des Verstorbenen ist, versucht er sofort, alle anderen Thronanwärter aus dem Weg zu räumen. Die Neffen von Konstantin IV., Bohemund und Leon, entkommen, bevor der von Konstantin V. in Auftrag gegebene Mord durchgeführt werden kann, nach Zypern.

#### Afrika
- Newaya Krestos folgt seinem verstorbenen Vater Amda Seyon I. als negus von Äthiopien aus der solomonischen Dynastie.

#### Asien
- Parakramabahu V. wird König von Sri Lanka.

#### Urkundliche Ersterwähnungen
- Elm, Honau, Rongellen, Teuffenthal, Crispenhofen und Rosenberg (Württemberg) werden erstmals urkundlich erwähnt.

### Religion
- Albrecht I. von Hohenfels wird vom Domkapitel einstimmig zum Nachfolger des am 10. Februar gestorbenen Heinrich V. Schenk von Reicheneck als Fürstbischof von Eichstätt gewählt. Er erhält auch die Bestätigung des Mainzer Erzbischofs Heinrich III. von Virneburg. Heinrich ist allerdings als Parteigänger Ludwigs des Bayern selbst exkommuniziert und erhält daher keine päpstliche Bestätigung.

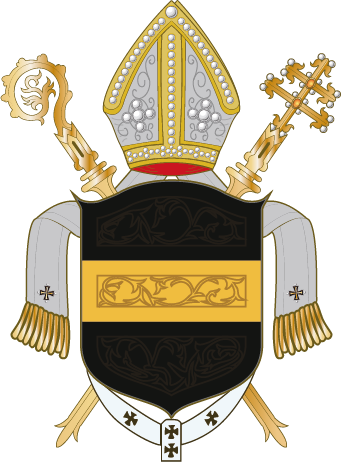
Wappen des Erzbistums Prag

- 30. April: Prag wird von Papst Clemens VI. zum Erzbistum mit den Suffraganbistümern Olmütz und Leitomischl erhoben. Letzteres Suffraganbistum wird eigens neu gegründet.

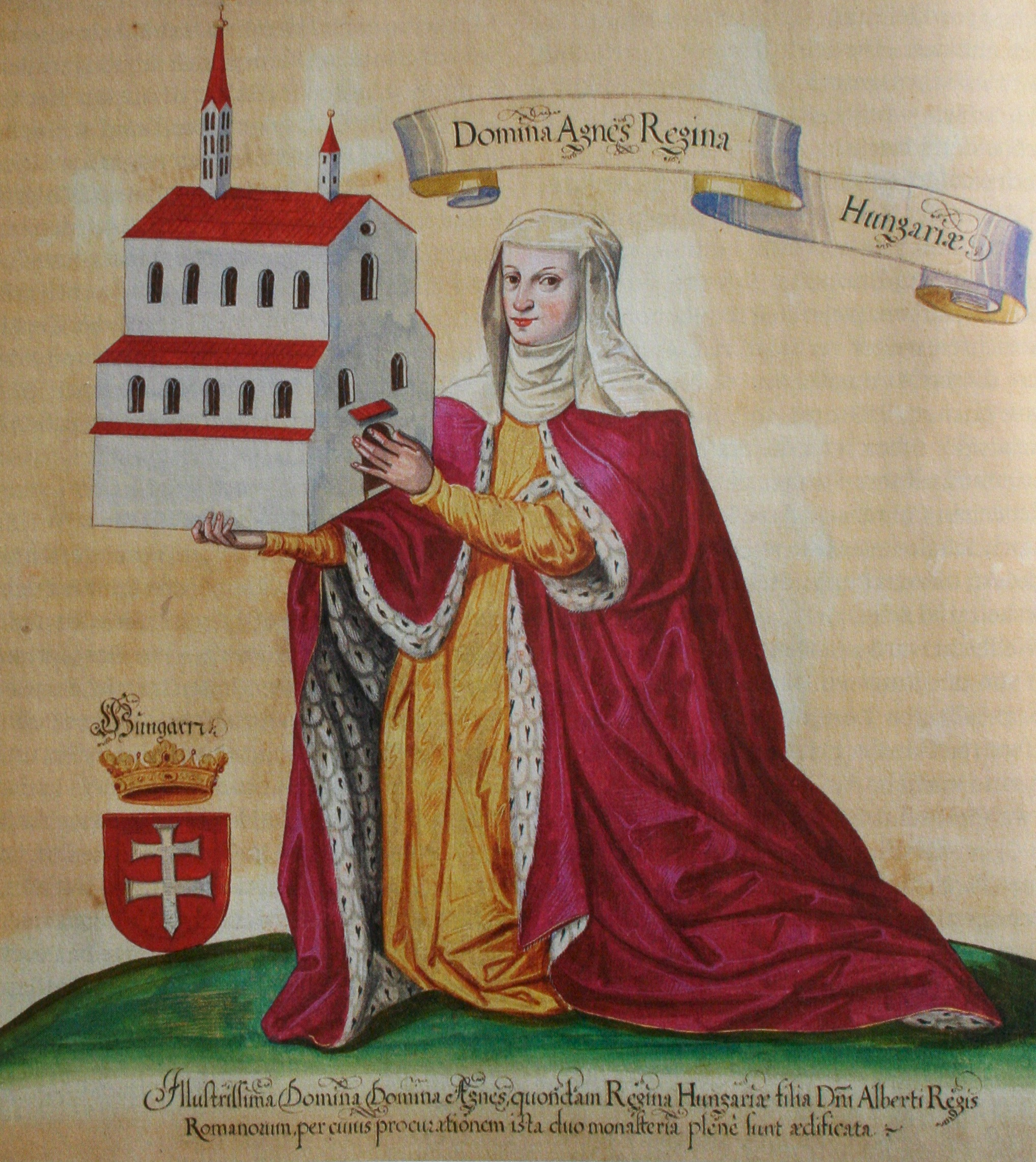
Agnes von Ungarn

- 22. Juli: Papst Clemens VI. erteilt in einem Breve Agnes von Ungarn die Erlaubnis, am Leben der Klarissen teilzunehmen, ohne zur Klausur verpflichtet zu sein.
- Nach dem Tod von Nikolaus von Frauenfeld am 25. Juli wird Ulrich Pfefferhard als erster Bürgerlicher zum Bischof von Konstanz gewählt. Er übernimmt ein durch die Streitigkeiten zwischen Kaiser und Papst finanziell zerrüttetes Hochstift.
- 22. August: Clemens VI. gewährt der Königin Agnes von Ungarn das Privileg, das Kloster Königsfelden so oft sie wolle zu besuchen und an das Kloster ein Haus zu bauen.
- 5. September: Otto I. aus dem Oldenburger Grafenhaus folgt dem am 12. August gestorbenen Burchard Grelle als Erzbischof des Erzbistums Bremen. Er wird vom Domkapitel einstimmig gewählt.
- 2. November: Jakob von Bludau wird Nachfolger des am 5. Mai gestorbenen Johann Clare als Bischof von Samland.
- Die Klosterkirche der Zisterzienser in Chorin wird fertiggestellt (im Bau seit 1277).

### Katastrophen
- Italien durchlebt eine schwere Hungersnot.

## Geboren

### Geburtsdatum gesichert
- 8. November: Robert I., Herzog von Bar († 1411)

### Genaues Geburtsdatum unbekannt
- Beatrix von Bayern, Königin von Schweden († 1359)
- Paolo Alboino della Scala, Herr von Verona († 1375)
- Heinrich VIII., Herzog von Lüben und Herzog von Brieg († 1399)
- Jean I. de Bourbon, Graf von La Marche († 1393)
- Johanna von Durazzo, Herzogin von Durazzo († 1387)
- Meinhard III., Herzog von Oberbayern und Graf von Görz und Tirol († 1363)
- Robert, Graf von La Perche († 1377)

## Gestorben

### Todesdatum gesichert
- 11. Januar: Thomas Charlton, Lordkanzler und Bischof von Hereford (* um 1292)
- 18. Januar: Raoul I. de Brienne, Graf von Eu (* 1302)
- 30. Januar: Chunghye Wang, 28. König des koreanischen Goryeo-Reiches (* 1315)
- 30. Januar: William Montagu, englischer Militär und Magnat (* 1301)
- 10. Februar: Heinrich V. Schenk von Reicheneck, Fürstbischof von Eichstätt
- 9. März: Gertrud III. von Everstein, Äbtissin von Gernrode
- 17. April: Konstantin IV., König von Armenien (* um 1300)
- 20. April: Levi ben Gershon, jüdischer Mathematiker, Philosoph, Astronom und Talmud-Gelehrter (* 1288)
- 3. Mai: Kraft II. von Hohenlohe-Weikersheim, fränkischer Ritter und Edelmann (* nach 1280)
- 5. Mai: Johann Clare, Bischof von Samland
- 11. Juli: Ulrich III., Graf von Württemberg (* um 1295)
- 25. Juli: Nikolaus von Frauenfeld, Bischof von Konstanz (* um 1285)
- 10. August: Leopold II. von Habsburg, österreichischer Herzogssohn (* 1328)
- 10. August: Simon I., Landesherr von Lippe (* um 1261)
- 12. August: Burchard Grelle, Erzbischof von Bremen
- 13. August: Albert von Anfeld, Abt von Ebrach
- 30. August: Otto, Herzog von Braunschweig-Lüneburg und Göttingen (* 1292)
- 1. September: Nikolaus von Banz, Administrator von Breslau
- 3. November: Adolf von der Mark, Fürstbischof von Lüttich (* 1288)
- 29. November: Gerhard von Lochem, Syndicus der Hansestadt Lübeck und Lübecker Domherr
- 2. Dezember: Konrad von Salmansweiler, Bischof von Gurk
- 4./11. Dezember/13. Dezember: Friedrich II. von Habsburg, österreichischer Herzogssohn (* 1327/33)
- 24. Dezember: Heinrich IV., Graf von Bar (* 1315/20)
- 30./31. Dezember: Otto I., Herzog von Pommern (* 1279)

### Genaues Todesdatum unbekannt
- Agnes von Tübingen, Erbin von Kellmünz und Sindelfingen
- Albrecht IV., Herzog von Sachsen-Lauenburg (* 1315)
- Amda Seyon I., Kaiser (negus negest) von Äthiopien (* 1314)
- Simone Martini, italienischer Maler der sienesischen Schule (* um 1284)
- Mieszko, Herzog von Beuthen, Bischof von Neutra, Bischof von Veszprém sowie Prior der ungarischen Johanniterprovinz (* 1295/1300)
- Schihab ad-Din Ahmad, Sultan der Mamluken
- Sergio II. de Pola, Herr von Pola